# Ерёменко, Александр Викторович
Алекса́ндр Ви́кторович Ерёменко (25 октября 1950, д. Гоношиха, Алтайский край — 21 июня 2021, Москва) — русский советский и российский поэт. Представитель метареализма — течения в поэзии 70-х-90-х гг. XX века, означающего «метафизический», а также «метафорический» и «метаметафорический» реализм.

## Биография
Родился 25 октября 1950 года в деревне Гоношиха Алтайского края. Родители крестьянского происхождения, служащие. Окончил среднюю школу в городе Заринске. Служил на флоте, работал на стройках Дальнего Востока, был моряком и кочегаром, работал на Камчатке, ходил на рыболовном сейнере. В Ленинградском порту работал докером.
В 1974 году поступил на заочное отделение Литературного института им. А. М. Горького, но не окончил его. 

Диплом я защитил на отлично, а на госах я получил два балла по научному коммунизму. Я все пытался взять себя в руки, брал эту книгу — думаю, надо подготовиться, но это же схоластика полнейшая, первую страницу я осиливал, а дальше… Потом, когда пошли все эти изменения и в Литературном институте новые веяния, мне предлагали этот предмет убрать и заменить историей философии, чтобы я сдал и получил диплом. Но в те времена уже не очень этот диплом и нужен был кому-то, тем более всегда можно было сказать, что я курс обучения прошел и дипломированным специалистом являюсь.
В том же 1974 году перебрался в Москву. Состоялось совместное выступление в ЦДРИ Ивана Жданова, Александра Ерёменко и Алексея Парщикова, представленных Константином Кедровым. В середине восьмидесятых Ерёменко вместе с поэтами Алексеем Парщиковым и Иваном Ждановым вступили в Профком литераторов, создали неформальную литературную группу «метареалистов» (другое название — «метаметафористы»). Стихи Александра Ерёменко «Горизонтальная страна…», «Печатными буквами пишут доносы…» и «Сгорая, спирт похож на пионерку…» — были опубликованы в апреле 1987 года в журнале «Юность» в рубрике «Испытательный стенд».
Потом Кедров придумал «метаметафористов», хотели определить направление, в котором мы работали. Нам даже устраивали какие-то такие, можно даже сказать, шоу: с одной стороны пригласили нас троих, с другой — концептуалистов, и устроили типа стычку такую. С концептуалистами я общался, в основном с Рубинштейном. С Приговым мы вместе выступали часто, уже без всяких полемик, так: пригласят — выступим. К их творчеству я отношусь спокойно, без особого пиетета, но и не так, чтобы я его как-то отрицал.
В ноябрьский вечер 1982 года выбран Королём поэтов.
Публиковался в журналах «Юность», «Знамя», «Дети Ра», «Урал» и др.
Первая книга «Добавление к сопромату» вышла в библиотечке журнала «Огонёк» тиражом 150 тысяч экземпляров (редактор О. Н. Хлебников).
В 2002 году удостоен премии имени Бориса Пастернака.
Последние годы Александр Викторович редко публиковался и почти не писал новых стихов. Наиболее полное собрание его сочинений вышло в издательстве книжного магазина «Фаланстер» в 2013 году под названием «Матрос котёнка не обидит».
У профессиональных литераторов бывают такие периоды, когда они ничего не пишут, они называют это «кризис». Я в свое время перестал не только активно печататься, но даже и писать. Какое-то время назад вышла подборка моих стихов в «Знамени», и какой-то парнишка написал отзыв, что типа лучше бы и не было этой публикации — не знаю, что он имел в виду, чтобы мой образ сохранить светлый или что я деградировал в этих стихах… А у меня такое было — ну не пишется и не пишется, у меня и так много зависимостей, почему я должен так зависеть, чуть ли не убиваться, от собственных способностей?
Александр Викторович Ерёменко жил на Патриарших в комнатушке на семь квадратных метров. Скончался в возрасте 70 лет.  Прощание состоялось 26 июня в Зверевском Центре современного искусства. Кремирован в Николо-Архангельском крематории. Прах захоронен в ограде Храма святого Великомученика Никиты в селе Никитское (городской округ Домодедово, Московская область).

## Семья и дети
В браке с Натальей Лясковской рождён сын Марк.
В браке с Галиной Рыбаковой рождены два сына — Рыбаковы Егор и Андрей.

## Книги стихов
- Александр Еременко. Добавление к сопромату: Стихи. — М.: Правда, 1990. — 32 с. — 150 000 экз. [Редактор О. Хлебников]; (Б-ка «Огонёк», № 35.)
- Александр Еременко. Стихи. — М.: ИМА-пресс, 1991. — 144 с.
- Александр Еременко. На небеса взобравшийся старатель. — Барнаул, литературный фонд «Август», 1993. — 72 с.
- Александр Еременко. Горизонтальная страна. — М.: Раритет-537, 1994. — 144 с.
- Александр Еременко. Инварианты. — Екатеринбург, 1997. — 176 с. — 1 000 экз.
- Александр Еременко. Горизонтальная страна: Стихотворения. — СПб.: Пушкинский фонд, 1999. — 144 с.
- Поэты-метареалисты: А. Еременко, И. Жданов, А. Парщиков : Избранное. — М.: МК-Периодика, 2002. — 217 с. — ISBN 5-94669-026-4.
- Александр Еременко. OPUS MAGNUM. Стихи. — М.:Издательский Дом «Подкова»: Издательство «Деконт+», 2001. — 530 с. — ISBN 5-89517
- Александр Еременко. Матрос котёнка не обидит. — М.: Фаланстер, 2013.

## Премии
- Лауреат премии имени Бориса Пастернака (2002);
- Лауреат премии Константина Кедрова Президентского фонда культурных инициатив (посмертно, 2024)[9].

## Критика
Литературный критик Кирилл Ковальджи отметил: «Гандлевский, Ерёменко, Арабов, Друк в той или иной мере прибегают к „антипоэзии“».

## Цитаты
Странный человек. Пишет как будто не словами, а гайками и болтами.
— Лариса Васильева

Ерёменко <...> в начале восьмидесятых открыл вообще золотоносную жилу, которая пользовалась бешеным успехом у публики. Он вдруг стал пародировать советские штампы, писать соцреалистические биографии Покрышкина, Н. Островского, описывать взятие Зимнего в 1917 году... Метареализм в его лице улетучивался, переплавлялся в тотальный «иронизм».
— Юрий Арабов

Ерёменко действительно любят другие поэты. Но он не филологический поэт, не университетский. Он совершенно народный, хотя встречается подобное нечасто: и коллегам нравится, и «рядовому читателю».
— Евгений Лесин

Что касается Ерёменко, то Эпштейн, формулируя его метод, указывает, что поэт “специально демонстрирует искусственность разнообразных культурных кодов, вживляя их в чужеродный материал”. Это беглое определение занятно: здесь критик проговаривается, снимая, в сущности, собственную теоретическую рамку; выходит, что “метаболист” Ерёменко работает с сугубо концептуалистскими методами остранения и деконструкции всякого культурного кода.
— Данила Давыдов